# Levally Lough SAC
Levally Lough SAC este o arie protejată (arie specială de conservare — SAC, sit de importanță comunitară — SCI) din Irlanda întinsă pe o suprafață de 57,97 ha, integral pe uscat.

## Localizare
Centrul sitului Levally Lough SAC este situat la coordonatele 53°31′45″N 8°42′37″W / 53.52913°N 8.71021°V.

## Înființare
Situl Levally Lough SAC a fost declarat sit de importanță comunitară în noiembrie 1997 pentru a proteja 9 specii de animale. Situl a fost protejat și ca arie specială de conservare în mai 2016.

## Biodiversitate
Situată în ecoregiunea atlantică, aria protejată conține 1 habitat natural: Turlough.
La baza desemnării sitului se află mai multe specii protejate de  păsări (9): rață pitică (Anas crecca), rață fluierătoare (Anas penelope), rață mare (Anas platyrhynchos), rață-cu-cap-castaniu (Aythya ferina), rața moțată (Aythya fuligula), lișiță (Fulica atra), culic mare (Numenius arquata), ploier auriu (Pluvialis apricaria), nagâț (Vanellus vanellus).